# Metal Gear Rising: Revengeance
Metal Gear Rising: Revengeance — компьютерная игра в жанре hack and slash, разработанная студией Platinum Games и выпущенная Konami для PlayStation 3 и Xbox 360 в 2013 году. Revengeance представляет собой спин-офф серии Metal Gear; её действие происходит спустя четыре года после событий Metal Gear Solid 4: Guns of the Patriots. Главный герой игры, вооружённый высокочастотным мечом-катаной киборг Райден, противостоит частной военной компании Desperado Enforcement LLC в разных странах мира.
В отличие от других игр серии, Metal Gear Rising — action-игра, где во главу угла поставлены сражения с использованием холодного оружия; особый режим Blade Mode позволяет прицельно разрубать врагов и объекты окружения на части, добиваясь как можно более эффектной победы. Игра была первоначально анонсирована Kojima Productions в 2009 году под названием Metal Gear Solid: Rising; разработчикам не удалось построить интересный геймплей вокруг фехтования, как они планировали, и игра была сначала отложена, а в 2011 году передана другой студии Platinum Games, имевшей больший опыт разработки action-игр.
Игра получила высокие оценки критиков, особо отметивших режим разрубания, уместное использование характерных для серии Metal Gear тем и элементов, роковый саундтрек и напряжённые бои с боссами; нарекания вызвали поведение камеры и короткая продолжительность. В последующие годы игра была выпущена для Windows, macOS и Shield Android TV.

## Игровой процесс
Присутствуют такие базовые особенности геймплея предыдущих частей Metal Gear Solid, как радар «Солитон» и системы оповещения. Будучи незамеченным, Райден может исполнять на некоторых врагах тихие и быстрые убийства (приближаясь сзади или сверху).
Доступна система прокачки и «кастомизации» персонажа. На получаемые после каждого боя очки можно покупать новые высокочастотные мечи с разными характеристиками и эффектами, улучшать их, разблокировать новые костюмы и дополнительное вооружение, увеличить максимальное количество здоровья и топливных ячеек, а также приёмы и движения, которые могут дать главному герою преимущество в бою.
Большая часть геймплея является экшеном в стиле слешера. Райден должен рубить врагов и некоторые объекты мощным Высокочастотным мечом. Наряду со стандартными атаками доступен режим «Blade Mode» — режим Свободного меча, позволяющий контролировать удары при помощи правого стика (компьютерной мыши). В свободном режиме атаки мощнее, но диапазон их воздействия ниже, а сам игрок лишается возможности перемещаться. В свободном режиме игрок может совершить Дзандацу («режь и бери» по-японски) путём удара по красному квадрату на противнике без брони, тем самым повысив ранг битвы и восполнив здоровье с топливными ячейками при помощи флюидов, вырываемых в ходе Дзандацу из позвоночников мёртвых киборгов и внутренностей поверженных БПУ.
После большинства боёв игроку выдаётся таблица с результатами боя, среди которых данные типа затраченного времени, максимального набранного комбо, количество набранных Дзандацу и полученным рангом битвы: D, C, B, A или S.

## Сюжет

### Основная игра
После событий восстания Ликвида Оцелота прошло четыре года. Компьютерный вирус FOXALIVE, созданный Наоми Хантер, уничтожил систему «Сыны патриотов», тем самым покончив с «военной экономикой», превратившей войну в прибыльный бизнес. Потеряв контроль с помощью наномашин, остатки частных военных компаний (Private Military Company, или PMC) угрожают порядку своей активностью в различных горячих точках, навсегда лишившись сдерживания со стороны системы ИИ. Частные военные охранные компании (Private Military Security Companies или PMSC) начали защищать важных персон и выступать в качестве миротворческой силы. Райден, бывший оперативник FOXHOUND, а ныне наёмный кибер-ниндзя, был вынужден присоединиться к одной из PMSC, из за своего пост-травматического синдрома и проблемами с нахождением работы.
Райден является наёмником частного охранного агентства Maverick Security Consulting Inc, базирующегося в американском штате Невада и управляемого Борисом Поповым, ветераном Афганистана и близким другом Сергея Гурлюковича. Он выступает под псевдонимом «Мистер Молния» в качестве главы сил Maverick в развивающейся африканской стране, чей премьер-министр, Н'Мани, не доверял ЧВК в урегулировании продолжающейся гражданской войны. В центре города на правительственный конвой нападают киборги, которым удаётся украсть премьер-министра, несмотря на то, что Райден уничтожает значительную их часть и взявшегося откуда не возьмись Metal Gear RAY. Райден следует за напавшими и сталкивается с киборгом-самураем Самуэлем Родригесом (Реактивный Сэм). Во время дуэли Родригес лишает Райдена левого глаза и левой руки, а затем оставляет его умирать. Maverick спасают главного героя, но убийца уходит.
С помощью доктора Вильгельма Войти, немецкого специалиста по кибернетике, Maverick создают новый бронекостюм для Райдена, а также встраивают ему новую руку. Со следующим заданием Райден отправляется в абхазскую столицу Сухум. Работодатель киборга Родригеса, Desperado Enforcement LLC, сыграл важную роль в свержении правительства Абхазии; Maverick наняты, чтобы сохранить в живых абхазских лидеров. Райден, между тем, хочет отомстить Самуэлю за личный физический и моральный ущерб. В Абхазии протагонист встречает и побеждает прототип LQ-84i — робота-собаку, принадлежащего Desperado, а затем отправляет его остатки в штаб-квартиру Maverick, где поверженного робота чинят и перепрограммируют. После поражения лидера местных сил Desperado, Мистраль, её клиент Андрей Долзаев, абхазский экстремист и борец за освобождение, совершает суицид путём взрыва местного завода, чем дестабилизирует поставки нефти в регионе.
Затем Maverick дают Райдену задание отправиться в канализацию мексиканского города Гвадалахару вместе с перепрограммированным LQ-84i, получившим позывной «Bladewolf», чтобы проникнуть на секретный объект Desperado в городских канализациях. Там герой встречает сироту Джорджа, мозг которого, наряду с мозгами нескольких других детей, собирались изъять для киборгизации. Выясняется, что объект был посещён элитным членом Desperado Сандаунером и сенатором штата Колорадо Стивеном Армстронгом, связанным с одним из союзников Desperado — World Marshal PMC, прямым преемником материнской компании Outer Heaven, уничтоженной Солидом Снейком 4 года назад. Мозги сирот, как выясняется, нужны для кибернетических тел нового вида солдат-рабов. Райден приступает к спасению сирот, так как на своей шкуре испытал роль ребёнка-солдата в Либерии.
Поскольку нападение на американскую PMC World Marshal будет считаться преступным, Райден выходит из Maverick, предпринимает самостоятельную поездку в Денвер, где убивает ряд копов и солдат Desperado. Maverick решают помочь Райдену, хотя и неофициально. В ходе боёв, в частности с Самуэлем, Райден начинает сомневаться в своих действиях и превращается в свою параллельную личность (Джека Потрошителя). Перед битвой появляется новый противник — Муссон, который вместе с Сэмом поставили под вопрос идеалы Райдена, от осознания и злости личность Джека Потрошителя выходит на волю и убивает Муссона, а Сэмуэль отбывает к «шефу». Однако, столкнувшись с Сандаунером Райден узнаёт, что Армстронг использовал Desperado, чтобы задержать Райдена, пока организовывалась операция Текумсе; посредством данного террористического акта Армстронг хочет убить Президента США, пока тот находится на переговорах в Пакистане.
Не имея возможности воспользоваться помощью Maverick, Райден намеревается обратиться в компанию «Solis», чтобы вовремя попасть в Пакистан и сорвать план Армстронга. Однако, в пустыне его останавливает Самуэль. Между ними происходит смертельная дуэль, из которой Райден выходит победителем. Герой обращается за помощью к члену Solis, Санни Эммерих, прибывает на воздушную базу, расположенную в Пакистане, и останавливает Армстронга, управляющего новым «Metal Gear Excelsus». Армстронг оказывается слишком сильным для Райдена — сердце Армстронга заменено «нано-сердцем», наниты которого в считанные секунды превращают ткань в сверхпрочный металл и увеличивающие физическую силу в несколько раз (Армстронг смог запросто схватить меч Райдена и сломать его). В первых фазах боя с Сенатором, он раскрывает свои планы Райдену: по его словам, у него есть мечта избавить мир от бессмысленных войн, в которых участвуют люди, не понимающие, за что они сражаются, и не верящие в идеалы, за которые они борятся; Армстронг хочет сделать людей поистине свободными, чтобы они могли вести свои собственные войны. Поначалу Райден не верит ему, и продолжает бороться. Победить его удаётся только благодаря мечу Самуэля — Murasama, который герою даёт Блейдвульф, получивший меч в «наследие» после его смерти. В конце схватки, когда Сенатор уже совсем близок к смерти, он осознаёт и говорит Райдену, что люди продолжат вести бессмысленные войны, и война будет существовать как бизнес. Райден сжимает и взрывает нано-сердце Армстронга, тем самым добивая его; после своей смерти Сенатор всё-таки убеждает Райдена в своей идее. Наконец, когда планы Армстронга разрушены, а Desperado вместе с элитным отрядом «Ветров Разрушения» — уничтожены, Райдену остаётся разобраться с World Marshal. Он решает не возвращаться в Maverick, а вести свою собственную войну, однако напоследок, доктор Войт конструирует Райдену новое кибер-тело, похожее на то, что было у него в начале.

### DLC Jetstream Sam
События первого дополнения разворачиваются за некоторое время до начала основной игры.
Самурай-линчеватель Сэмуэль Родригес, больше известный как «Реактивный Сэм», прибывает в Денвер, чтобы разрушить главный офис World Marshal по своим личным причинам. Сэм решает проникнуть в небоскрёб через канализацию, но оказывается, что «Desperado Enforcement» ожидали его прибытие — там на него нападает Блэйдвулф, тогда ещё подчинённый корпорации ИИ. Сэм одолевает робота и пробирается в технические помещения здания, где его поджидает Муссон, который интересуется мотивами Сэма уничтожить компанию. Желая испытать самурая, Муссон натравливает на него Metal Gear RAY, который Сэм всё же уничтожает. Позже с Сэмом на связь выходит и сам Армстронг, который заинтересован в его потенциале и хотел бы привлечь самурая на свою сторону, но Сэм говорит, что прибыл сюда лишь ради убийства Армстронга. В конце концов самурай и сенатор встречаются на вертолётной площадке и вступают в схватку, в ходе которой Сэму удаётся отрубить руку Армстронга, но тот, используя затвердевший от наномашин обрубок конечности, пробивает правое плечо Сэма, фактически лишая его руки, в то время как сам Армстронг без труда приживляет себе отрубленную руку назад. Восхищённый мастерством самурая, Армстронг предлагает ему место в «Ветрах Разрушения».
Финальная катсцена повторяет вступление основной игры, где Сэм, уже как часть «Desperado Enforcement», атакует кортеж Н`Мани.

### DLC Bladewolf
События второго дополнения разворачиваются между историей Реактивного Сэма и основной игрой, и представляют собой воспоминания Блэйдвулфа о жизни до встречи с Райденом.
Мистраль, как ответственная за подготовку автономных ИИ для вооружённых сил World Marshal, контролирует VR-тренировки Блэйдвулфа: в африканской симуляции она инсценирует покушение на Н`Мани. Вулф выполняет условием тренировки, но Мистраль не устраивает ограниченность его мышления. Чтобы усложнить задачу, она переключает симуляцию на Денвер, где Вулфу необходимо преодолеть полосу препятствии. После тренировки с Мистраль созванивается Хамсин, который сообщает, что она с ним отправляются в Абхазию для поддержки режима Долзаева. Мистраль собирается взять с собой и Блэйдвулфа, но Хамсин лишь высмеивает её за то, что она больше полагается на роботов, чем на живых людей. В ходе разговора Вулф начинает интересоваться значением личной свободы, которой у него самого никогда не было, что наталкивает Мистраль на новый замысел.
В Абхазии Мистраль планирует продолжить тренировки с Вулфом уже в реальных условиях, и «ради эксперимента» отключает его ограничитель дистанции, чем предоставляет роботу свободу передвижений. Воспользовавшись этим, Вулф отбирает у неё пульт управления его системами и сбегает. Мистраль поднимает тревогу, и все ранее союзные наёмники «Desperado» становятся враждебны для него. С боем прорываясь к побережью Сухума, Вулф сталкивается лицом к лицу с Хамсином, который давно искал повод уничтожить «любимую игрушку» Мистраль. Однако, Вульф одерживает над ним верх и убивает. Внезапно, появляется Мистраль и вновь обновляет дистанционный ограничитель Вулфа, вновь лишая его свободы. В ответ на цель всех этих действий она отвечает, что хотела преподать Вулфу урок — дать цель, ради которой он должен был бы выполнять приказы по собственной воле, а не по доктрине ИИ; и этой целью для Вульфа, как и планировала Мистраль, стала его личная свобода.
В эпилоге действие возвращается в настоящее время, после концовки основной игры. Санни Эммерих, узнав всю историю Блэйдвулфа, спрашивает его мнение о Райдене, на что ИИ лишь отмечает, что они с ним очень похожи: их заставляли убивать других, они видели тёмную сторону человеческой души, но всё равно продолжают сражаться за то, что считают правильным.

## Разработка

### Metal Gear Solid: Rising
После выхода Metal Gear Solid 4: Guns of the Patriots гейм-дизайнер Хидео Кодзима начал придумывать идеи для ещё одной игры серии Metal Gear. Главными героями игры должны были стать Босс и её товарищи из отряда «Кобра». Однако из-за недостатка опыта у молодых сотрудников и отсутствия участия Кодзимы проект был отменён. После этого один из членов команды предложил превратить игру в спинофф про Райдена, так как этот персонаж фигурировал в "Guns of the Patriots", и сотрудники согласились на разработку "Metal Gear Solid: Rising". Повествование должно было стать хроникой событий, которые привели к трансформации Райдена в киборга-ниндзя в "Metal Gear Solid 4", хотя и с другой, несколько более грубой внешностью.
Первый тизер игры был сделан во время выступления Кодзимы на GDC 2009 года в Сан-Франциско, где в конце презентации было показано название «The Next MGS» с Райденом рядом с названием. До анонса игры компания Kojima Productions разместила на своём сайте таймер обратного отсчёта до дня анонса Rising. Традиционный слоган серии «Tactical Espionage Action» был также изменён на «Lightning Bolt Action», что является игрой слов о том, что имя Райдена в переводе с японского означает "гром и молния". Официальный анонс игры состоялся на E3 2009 на пресс-конференции Microsoft. Кодзима выпустил тизер-трейлер, хотя он будет выступать только в качестве исполнительного продюсера игры, так как весь его вклад был связан с Metal Gear Solid: Peace Walker'. Изначально игра была анонсирована только для Xbox 360, но позже была подтверждена для платформ PS3 и Windows. В игре использовался бы совершенно новый игровой движок вместо движка Metal Gear Solid 4.
Оригинальная обложка игры была слита в Xbox Live 10 июня, за четыре дня до E3 2010. Во время пресс-конференции Microsoft на выставке E3 14 июня Кодзима представил ведущего дизайнера игры Минеши Кимуру, который показал новый трейлер, включающий в себя кадры из игры и видеоролики. Озабоченность вызвали реалистичные сцены расчленения людей во время игрового процесса под контролем игрока, что является жёстким ограничением для японской CERO и могло привести к необходимости введения цензуры в японский релиз игры. В результате из версии трейлера, представленного на выставке E3 2010 и доступного для просмотра на официальном японском сайте игры, эти сцены были удалены.
Кимура заявил, что Rising продолжит традицию серии, поощряя игроков проходить игру без убийств. Мацуяма отметил, что, несмотря на важность предоставления игрокам свободы, они никогда не будут получать вознаграждение за убийство противников и что игра будет построена таким образом, чтобы игроки никогда не были вынуждены это делать. В частности, стелс-элементы игры должны были подчеркнуть значительную скорость и ловкость Райдена с помощью того, что Мацуяма называет «охотничьим стелсом». В отличие от стелса предыдущих игр, в которых игроки оставались незаметными и избегали боя, в Rising они должны были быстро выслеживать врагов и использовать акробатические манёвры, чтобы оставаться незамеченными, но при этом приближаться к ним. Это связано с функцией Зандацу, позволяющей охотиться на врагов, чтобы получить оружие, предметы и энергию. Кимура отметил, что хотел, чтобы Райден мог двигаться, как в трейлерах Metal Gear Solid 4, и показать «скрытность меча, силу, не уступающую пистолету, страх и мощь, которые вы имеете с этим клинком».
На выставке TGS 2010 компания Sony объявила, что в PS3-версии игры Metal Gear Solid: Rising можно будет играть в 3D. В январе 2011 года несколько концепт-артов к «Rising» были представлены на двухнедельной выставке Ёдзи Синкавы под названием «Искусство Ёдзи Синкавы», организованной магазином Konami Style Shop в Токио. В конце 2011 года было объявлено, что Мацуяма перешёл в другое подразделение Konami, а Юдзи Корекадо занял пост главного продюсера игры. Кроме того, Кодзима заявил, что «Metal Gear Solid: Rising» «движется вперёд»; Кодзима заявил, что игра по-прежнему значительно отличается от существующих игр серии Metal Gear, но он сохранил контроль над ней и не позволит ей слишком далеко отойти от корней серии. Он посоветовал фанатам попробовать, даже если игра не будет посвящена стелсу.

### Передача игры в PlatinumGames

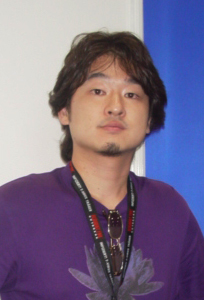
Ацуси Инаба из PlatinumGames был приглашён Хидео Кодзимой для работы над игрой.

Несмотря на продуманные сюжеты и сценарии для игры, Kojima Productions было сложно разработать игру на основе вырезанной концепции. Проект был тихо отменён в июле-августе 2010 года, и хотя Кодзима рассматривал возможность передачи проекта зарубежным разработчикам, он посчитал, что японский разработчик больше подходит для создания экшена про ниндзя. Примерно в конце 2010 года Кодзима встретился с Ацуси Инабой из PlatinumGames, который спросил его о состоянии Metal Gear Solid: Rising, а позже Кодзима попросил его поработать над игрой. Эта новая версия, получившая название «Metal Gear Rising: Revengeance», впервые была показана в трейлере на церемонии Spike Video Game Awards 10 декабря 2011 года. PlatinumGames попросила изменить настройки, чтобы иметь меньше ограничений на создание игры. Вскоре после начала разработки PlatinumGames отказалась от стелс-элемента, отметив, что, по мнению Кодзимы, он не сочетался с высокоскоростным экшеном. Однако впоследствии она была вновь включена в игру, так как Инаба посчитал оригинальную игровую систему слишком «скучной».
Первый трейлер подтвердил, что Райдена снова будет озвучивать Куинтон Флинн, который ранее заявлял, что Konami не связывалась с ним по поводу игры. Название игры было изменено на Metal Gear Rising: Revengeance, причём слово Revengeance объясняется желанием Kojima Productions отомстить за первоначальный неудачный проект Metal Gear Solid: Rising, а слово «Rising» символизирует персонажа Райдена. Кодзима также подтвердил, что Rising будет работать при 60 кадрах в секунду — это требование он лично предъявлял к PlatinumGames.
Мартин Шайдер из Konami заверил, что игра находится «в надёжных руках» благодаря сотрудничеству ветерана Metal Gear Юдзи Корекадо и Инабы, первый из которых курирует работу над игрой. Как и в оригинальной забракованной версии, Корекадо заявил, что целью сотрудников было сделать игровые сцены Рэйдена из Metal Gear Solid 4 играбельными. Изначально Kojima Productions планировала выпустить «Metal Gear Rising: Revengeance» в Японии без японской локализации голоса, но в августе 2012 года стало известно, что игра будет иметь японскую озвучку, подтверждающую наличие новых и вернувшихся актёров. Вскоре после этого был выпущен первый трейлер на японском языке. Инаба заявил, что ведущей платформой станет PlayStation 3. Это решение было принято для того, чтобы избежать повторения проблем с производительностью, которые были у Bayonetta на консоли.
Впервые игра была представлена на выставке E3 2012 в начале июня, причём Кодзима принимал участие в создании. Рекламируя игру, в апреле 2012 года Konami разослала копию отрубленной руки Райдена в различные издания, посвящённые видеоиграм. В руке содержался небольшой тизер из игры в виде живой сцены. В последующие недели был запущен официальный сайт Metal Gear Rising, на котором была показана более длинная версия сцены, а также новые сцены. Художник Ёдзи Синкава работал над игрой, но только над дизайном Райдена, а внештатный художник Кеничиру Ёсимура — над дизайном персонажей, чья задача состояла в том, чтобы его работа соответствовала стилю Синкавы.

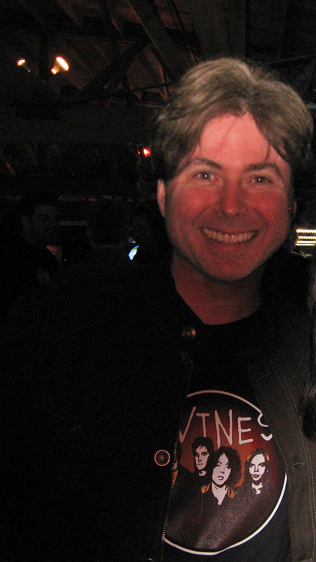
Куинтон Флинн озвучивает главного героя Райдена.

Переработка сценария игры заняла у Kojima Productions два месяца, в отличие от оригинального (на который ушло десять месяцев), а автором сценария стал Эцу Тамари. Тамари часто дискутировал с режиссёром Кэндзи Сайто, когда у двух студий возникали разногласия по поводу сюжета. Сюжет был написан с таким расчётом, чтобы быть доступным для людей, не игравших в предыдущие игры серии Metal Gear. Также было необходимо сократить продолжительность эпизодов, чтобы они лучше сочетались с игровым временем. Однако при этом ни одна часть сценария не была удалена. Солдаты-люди были удалены из игры, чтобы избежать проблем с цензурой в Японии. Тамари хотел представить Райдена как более зрелую личность, который хочет пойти по стопам Снейка, хотя его новый дизайн также должен был показать более тёмную сторону, в результате чего сотрудники прозвали его «Чёрным Райденом». Тамари заявил, что ему нужен новый персонаж, который принесёт ему поддержку в виде собакоподобного робота по имени Блейдвульф; подобно тому, как Снейк направляет Райдена в «Сынах свободы», повзрослевший Райден выступает в роли наставника для Блейдвульфа на протяжении всей истории, что приводит к развитию его характера. Последний злодей, Сенатор Армстронг, был в значительной степени основан на сопернике Райдена из предыдущих игр, Вампе, поскольку оба персонажа противопоставляют кибернетические тела, о которых шла речь в играх.
Кэнъю Хориути вернулся к озвучиванию Райдена в Revengeance, и ему это понравилось, поскольку он впервые выступил в роли главного героя, но всё равно был рад, что познакомился с новыми актёрами, появившимися в игре, в частности, с актёром, сыгравшим роль Доктора. Актёрам также понравилось включение в игру сообщника Райдена, LQ-84i (позже переименованного в Блейдвульфа), так как они считают, что ниндзям вроде Райдена обязательно нужны собаки в качестве союзников. Ещё одни отношения, которые понравились актёрам, — это общение Райдена с Кортни, так как в игре было мало женских персонажей, но, по их мнению, они помогли персонажам найти общий язык. Хориути чувствовал себя уверенно, когда озвучивал Райдена, считая, что его тридцатилетний опыт подходит для этой роли. Куинтон Флинн счёл за честь снова взять на себя роль Райдена, получив за свою работу награду «Behind The Voice Actors». Во время записи Райден исполнил три типа каждой реплики, уважая свой характер, чтобы получить лучший голос. Он хотел, чтобы персонаж Райдена появился после смерти Солида Снейка, который, по слухам, умер после «Guns of the Patriots». Ему также понравилось чувство юмора в эпизоде, когда Райден одевается как мариачи в Мексике.

### Саундтрек
Саунтрек к игре написал Джейми Кристоферсон, дополнительную музыку написали Грэм Корнис, Брайан Пикетт, Джеймс Чаппл и Дэвид Келли, а режиссёром выступил Наото Танака. В результате того, что игра ориентирована на экшен, а не на стелс, как предыдущие игры серии Metal Gear, музыка отличается по стилю. Режиссёр Кэндзи Сайто предложил Kojima Productions идею тяжёлой и быстрой музыки с текстами. Когда студия приняла идею Сайто, два разработчика начали сочинять музыку вместе. Кристоферсон также внёс свой вклад, написав тринадцать вокальных композиций. В саундтреке звучат вокальные партии таких исполнителей, как Джон Буш, Тайсон Йен, Фри Домингез, Джейсон Чарльз Миллер и Джимми Гнекко, а также песни Логана Мейдера, The Maniac Agenda и Ферри Корстена. Альбом с темами из игры был выпущен ограниченным тиражом. Ещё один альбом под названием Metal Gear Rising Revengeance Vocal Tracks, включающий 29 композиций, был выпущен 20 февраля 2013 года.

## Отзывы
| Сводный рейтинг       | Сводный рейтинг                           |
| Агрегатор             | Оценка                                    |
| --------------------- | ----------------------------------------- |
| GameRankings          | (X360) 82,56 % (PS3) 80,42 % (PC) 83,55 % |
| Metacritic            | (PC) 83/100 (X360) 82/100 (PS3) 80/100    |
| Иноязычные издания    |                                           |
| Издание               | Оценка                                    |
| Eurogamer             | 9/10                                      |
| Game Informer         | 7,75/10                                   |
| GameSpot              | 8,5/10                                    |
| GameTrailers          | 9,2/10                                    |
| IGN                   | 8,5/10                                    |
| Polygon               | 9/10                                      |
| Русскоязычные издания |                                           |
| Издание               | Оценка                                    |
| «Игромания»           | 8,5/10                                    |
| «Канобу»              | 9,0/10                                    |

Победитель номинации «Боевая механика 2013 года» журнала Игромания.
Спустя годы после выхода игры Metal Gear Rising: Revengeance вновь обрела популярность благодаря интернет-мемам.
По сравнению с предыдущим годом в январе 2022 года количество игроков, игравших в MGR:R, увеличилось в 10 раз. Людям понравились комичные реплики и поведения антагонистов игры. В частности героями мемов стали сенатор Армстронг и Реактивный Сэм.
Летом 2018 года, благодаря уязвимости в защите Steam Web API, стало известно, что точное количество пользователей сервиса Steam, которые играли в игру хотя бы один раз, составляет 691 324 человека.